# Xã Mount Vernon, Quận Black Hawk, Iowa
Xã Mount Vernon (tiếng Anh: Mount Vernon Township) là một xã thuộc quận Black Hawk, tiểu bang Iowa, Hoa Kỳ. Năm 2010, dân số của xã này là 1.140 người.